# کوپر (بویاکا)
کوپر (انگلیسی: Coper, Boyacá) نام یک منطقه مسکونی در کلمبیا است.